# International Sampler
International Sampler è un singolo della cantante italiana Fiorella Mannoia pubblicato il 23 aprile 2004 per la Durlindana.

## Tracce
1. International Sampler – 3:47 (Fiorella Mannoia)